# Pierre Monteux
Pierre Monteux (Parigi, 4 aprile 1875 – Hancock, 1º luglio 1964) è stato un direttore d'orchestra francese naturalizzato statunitense.

## Biografia
Nacque a Parigi, terzo figlio maschio e il quinto dei sei figli di Gustave Élie Monteux, un commerciante di calzature, e di sua moglie, Clémence Rebecca, nata Brisac. La famiglia paterna discende da ebrei sefarditi stabilitisi nel sud della Francia..
Monteux iniziò a studiare violino all'età di sei anni ed entrò, tre anni più tardi, al Conservatorio di Parigi dove studiò con Benjamin Godard e Albert Lavignac. Vinse il primo premio in violino e si dedicò anche allo studio della viola; in seguito iniziò a lavorare come violinista nell'orchestra delle Folies Bergère dove rimase dall 1889 al 1892. A diciassette anni era entrato a far parte come violista del Quartetto Geloso con cui tenne diversi concerti in Francia, Italia, Belgio e Germania. Nel 1893 diventò prima viola nell'Orchestre Colonne dove apprese la tecnica della direzione d'orchestra. Iniziò la carriera come assistente di André Messager alla prima esecuzione del Pelléas et Mélisande di Claude Debussy nel 1902.
In seguito passò alla direzione orchestrale, dirigendo molte opere di Igor' Fëdorovič Stravinskij fra le quali le prime di Petrouchka il 13 giugno 1911 e  Le rossignol nel 1914. Fu il direttore della prima celebre rappresentazione de La sagra della primavera il 29 maggio 1913 dove riuscì a condurre l'orchestra fino alla fine nonostante la bagarre che si era scatenata in sala.  L'8 giugno 1912 diresse la prima di Daphnis et Chloé di Ravel, e nel 1913 la prima londinese del Boris Godunov di Modest Petrovič Musorgskij. Nel 1928 eseguì la prima del Concert champêtre di Francis Poulenc.
Nel 1941 firmò un contratto discografico con la RCA Victor per la quale effettuò molte incisioni.
Nel corso della sua carriera ha diretto molte prestigiose orchestre, tra le quali quelle di Boston, San Francisco, Chicago, Vienna e Londra.